# Tour de Madagascar
Le Tour cycliste international de Madagascar est une course cycliste par étapes disputée chaque année sur l'île de Madagascar. Elle a été créée en 2004.
En 2015, le Malgache Dino Mohamed Houlder crée la surprise en devenant le plus jeune cycliste à inscrire son nom au palmarès de l'épreuve, à dix-huit ans.
En 2018, la course est annulée en raison de l'élection présidentielle malgache. L'édition 2020 est également annulée à cause de le la pandémie de Covid-19.

## Palmarès
| Année | Vainqueur                  | Deuxième                       | Troisième                      |
| ----- | -------------------------- | ------------------------------ | ------------------------------ |
| 2004  | Jean de Dieu Rakotondrasoa | Michel Randrianantenaina       | Edmond Rakotoarison            |
| 2005  | Philippe Lepeurien         | Jean de Dieu Rakotondrasoa     |                                |
| 2006  | Jean de Dieu Rakotondrasoa |                                |                                |
| 2007  | Mickaël Malle              | Jean de Dieu Rakotondrasoa     | Émile Randrianantenaina        |
| 2008  | Romain Ramier              | Vincent Aldebert               | Jean de Dieu Rakotondrasoa     |
| 2009  | Frédéric Rangée            | Antoine Mabileau               | Ludovic Boyer                  |
| 2010  | Émile Randrianantenaina    | Médéric Clain                  | Alexis Tourtelot               |
| 2011, | Émile Randrianantenaina    | Alexis Tourtelot               | Médéric Clain                  |
| 2012  | Hasina Rakotonirina        | Cédric Gasnier                 | Alexis Tourtelot               |
| 2013  | Guy Smet                   | Vincent Graczyk                | Jean de Dieu Rakotondrasoa     |
| 2014  | Issiaka Cissé              | Roger Randrianambinina         | Thomas Debrabandere            |
| 2015  | Dino Mohamed Houlder       | Vincent Graczyk                | Nambinintsoa Randrianantenaina |
| 2016  | Vincent Graczyk            | Mazoni Rakotoarivony           | Niels van der Pijl             |
| 2017  | Adne van Engelen           | Dário António                  | Mazoni Rakotoarivony           |
| 2018  | annulé                     | annulé                         | annulé                         |
| 2019  | Mazoni Rakotoarivony       | Nambinintsoa Randrianantenaina | Dino Mohamed Houlder           |
| 2020  | annulé                     | annulé                         | annulé                         |